# Thysanina capensis
Espèce
Thysanina capensis est une espèce d'araignées aranéomorphes de la famille des Trachelidae.

## Distribution
Cette espèce est endémique du Cap-Occidental en Afrique du Sud,.

## Description
Le mâle paratype mesure 3,55 mm et les femelles de 4,2 à 4,3 mm.

## Étymologie
Son nom d'espèce, composé de cap et du suffixe latin -ensis, « qui vit dans, qui habite », lui a été donné en référence au lieu de sa découverte, le Cap-Occidental.

## Publication originale
- Lyle & Haddad, 2006 : A revision of the Afrotropical tracheline sac spider genus Thysanina Simon, 1910 (Araneae: Corinnidae). African Invertebrates, vol. 47, p. 95-116.